# Black Sabbath (album)
Black Sabbath er heavy metal-bandet Black Sabbaths debutalbum som blev udgivet i Storbritannien fredag den 13. februar 1970.

## Stil
Teksten til sangen ved navn "Black Sabbath," er inspireret af forfatteren Dennis Wheatley, kombineret med Geezer Butlers forestilling om en sort hætteklædt person, som stod for enden af hans seng. Dette skaber en dyster stemning, som understreges af brugen af musikintervallet tritonus også kendt som "Djævlens interval"
Vokalen, med den ildevarslende lyd og dystre sangtekst, medvirkede til at skubbe bandet i en mere mørk retning, Dette understregedes af den nedstemte guitarlyd og de tunge basgange, som bl.a. er fremtrædende på "N.I.B". Brugen af mundharmonika og elementer af jam session på numre som "Behind the Wall of Sleep" giver pladen et præg af eksperimenterende blues og et anstrøg af psykedelisk rock, som Bandet dog senere droppede, da de udviklede en mere "ren" Heavy Metal stil.

## Salgstal
Albummet nåede nummer 8 på den britiske albumhitliste, og ved dets udgivelse i maj 1970 i USA gennem Warner Bros. Records nåede albummet nummer 23 på Billboard 200, hvor den blev i over et år.

## Anmeldelser og kritik
Selv om albummet var en kommerciel succes, blev det stærkt kritiseret af anmelderne, blandt andet udtalte Lester Bangs fra Rolling Stone: "Uharmonisk jam med bas og guitar kørende som hastigheds speedfreaks over hinandens musikalske ydergrænse, men som dog aldrig synkroniseres rigtigt." Det er dog senere blevet certificeret til platin i både USA og Det Forenede Kongerige af Storbritannien og Nordirland.
I 2003 blev albummet placeret som nummer 238 på Rolling Stone magasinets liste over de 500 bedste albums til dato

## Spor
Alle sangene er skrevet af Tony Iommi, Ozzy Osbourne, Geezer Butler, og Bill Ward medmindre der står andet noteret.

### Original udgivelse i Europa
1. "Black Sabbath" – 6:21
2. "The Wizard" – 4:24
3. "Behind the Wall of Sleep" – 3:38
4. "N.I.B." – 6:06
5. "Evil Woman (Don't Play Your Game With Me)" (Dave Wagner, Dick Weigand, Larry Weigand) – 3:25
6. "Sleeping Village" – 3:46
7. "The Warning" (Aynsley Dunbar, John Moorshead, Alex Dmochowski, Victor Hickling) – 10:32

### Original udgivelse i USA
1. "Black Sabbath"
2. "The Wizard"
3. "Behind the Wall of Sleep"
4. "N.I.B."
5. "Wicked World"
6. "Sleeping Village"
7. "The Warning" (Dunbar, Moorshead, Dmochowski, Hickling)

### CDudgivelse i USA
1. "Black Sabbath" 6:16
2. "The Wizard" 4:18
3. "Wasp"/"Behind The Wall Of Sleep"/"Basically"/"N.I.B." 10:40
4. "Wicked World" 4:42
5. "A Bit of Finger"/"Sleeping Village"/"Warning" – 14:20

### Udgivelse af Castle i 1996
1. "Black Sabbath" – 6:21
2. "The Wizard" – 4:24
3. "Behind the Wall of Sleep" – 3:37
4. "N.I.B." – 6:07
5. "Evil Woman" (Wagner, D. Weigand, L. Weigand) – 3:25
6. "Sleeping Village" – 3:46
7. "The Warning" (Dunbar, Moorshead, Dmochowski, Hickling) – 10:32
8. "Wicked World" – 4:43

### "Black Box" kvalitetsforbedret udgave fra 2004
1. "Black Sabbath" – 6:19
2. "The Wizard" – 4:23
3. "Wasp/Behind the Wall of Sleep/Bassically/N.I.B." – 9:44
4. "Wicked World" – 4:47
5. "A Bit of Finger/Sleeping Village/The Warning" – 14:16
6. "Evil Woman" (Wagner, D. Weigand, L. Weigand) – 3:23

## Musikere
- Ozzy Osbourne – Vokal, harmonika på "The Wizard"
- Tony Iommi – Guitar
- Geezer Butler – Bas
- Bill Ward – Trommer